# ماريا من قشتالة
ماريا من قشتالة (14 سبتمبر 1401 - 7 سبتمبر 1458) كانت ملكة أراغون ونابولي القرينة وزوجة ألفونسو الخامس ملك أراغون. كانت ماريا أيضًا الوصية على عرش أراغون في عهد زوجها، لأنه كان غائبًا خلال معظم فترة حكمه؛ امتدت فترات حكمها بين 1420 و 1423 وبين 1432 و 1458. كانت أيضًا أميرة أستورياس لفترة وجيزة كوريثة مفترضة لعرش قشتالة.